# Kliszów (gmina)
Kliszów (od 1973 Kije) – dawna gmina wiejska istniejąca do 1954 roku w woj. kieleckim. Nazwa gminy pochodzi od wsi Kliszów, lecz siedzibą władz gminy były Kije.
W okresie międzywojennym gmina Kliszów należała do powiatu pińczowskiego w woj. kieleckim. Po wojnie gmina zachowała przynależność administracyjną. Według stanu z dnia 1 lipca 1952 roku gmina składała się z 18 gromad: Borczyn, Borków, Chwałowice, Czechów, Gartatowice, Górki, Hajdaszek, Janów, Kije, Kliszów, Kokot, Lipnik, Rębów, Samostrzałów, Stawiany, Umianowice, Wierzbica i Wymysłów.
Jednostka została zniesiona 29 września 1954 roku wraz z reformą wprowadzającą gromady w miejsce gmin. Po reaktywowaniu gmin z dniem 1 stycznia 1973 roku gminy Kliszów nie przywrócono, utworzono natomiast jej terytorialny odpowiednik, gminę Kije w tymże powiecie.